# Victor Moscoso

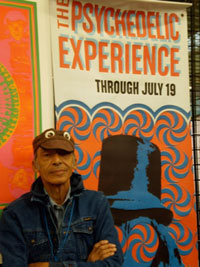
Victor Moscoso (2011)

Victor Moscoso (* 28. Juli 1936 in Vilaboa, Spanien), auch bekannt als Neon Rose, ist ein spanisch-US-amerikanischer Künstler, der vor allem für seine psychedelischen Rockplakate, Anzeigen und Underground-Comics im San Francisco der 1960er und 1970er Jahre bekannt ist. Mit Rick Griffin, Wes Wilson, Stanley Mouse und Alton Kelley zählt Moscoso zu den „Big Five“, den bekanntesten Vertretern der psychedelischen Kunst, die in den 1960er Jahren aufblühte.

## Biografie
Moscoso wurde in Vilaboa in Galicien geboren, nur wenige Tage nach Beginn des Spanischen Bürgerkriegs. Sein Vater, ein Republikaner, floh in die USA. Als Moscoso drei Jahre alt war, folgte seine Mutter mit dem Kind ihrem Mann. Die Familie ließ sich in Brooklyn nieder. Moscosos Vater arbeitete als Anstreicher und brachte ihm Farbkombinationen bei, seine Mutter war Schneiderin.
Nach seinem Kunststudium an der Cooper Union in New York City und an der Yale University zog Moscoso 1959 nach San Francisco. Dort besuchte er das San Francisco Art Institute, wo er schließlich Dozent wurde. Moscosos Verwendung vibrierender Farben wurde vom Maler Josef Albers beeinflusst, einem seiner Lehrer in Yale.
Großen Erfolg hatte er mit den psychedelischen Rock’n’Roll-Plakaten, die er für die Tanzhallen und Clubs vorwiegend in San Francisco schuf. Moscosos Plakate für die Family-Dog-Tanzkonzerte im Avalon Ballroom und seine Neon-Rose-Plakate für den Nachtclub Matrix sorgten während des Summer of Love 1967 für internationale Aufmerksamkeit. Zu Moscosos Arbeiten gehören Albumcover für Musiker wie Jerry Garcia, Bob Weir, Herbie Hancock und David Grisman.
Ab 1968 arbeitete Moscoso für Underground-Comics, für Titel wie Yellow Dog, Jiz Comics, Snatch Comics, El Perfecto Comics und Robert Crumbs Zap Comix. Moscoso hat auch Kunst für T-Shirts, Werbetafeln und animierte Werbespots für Radiosender geschaffen, wofür er zwei Clio Awards erhielt. Darüber hinaus erhielt er 1979 einen Inkpot Award. 2018 war Moscoso AIGA-Medaillengewinner.